# Stephan Winkelmann

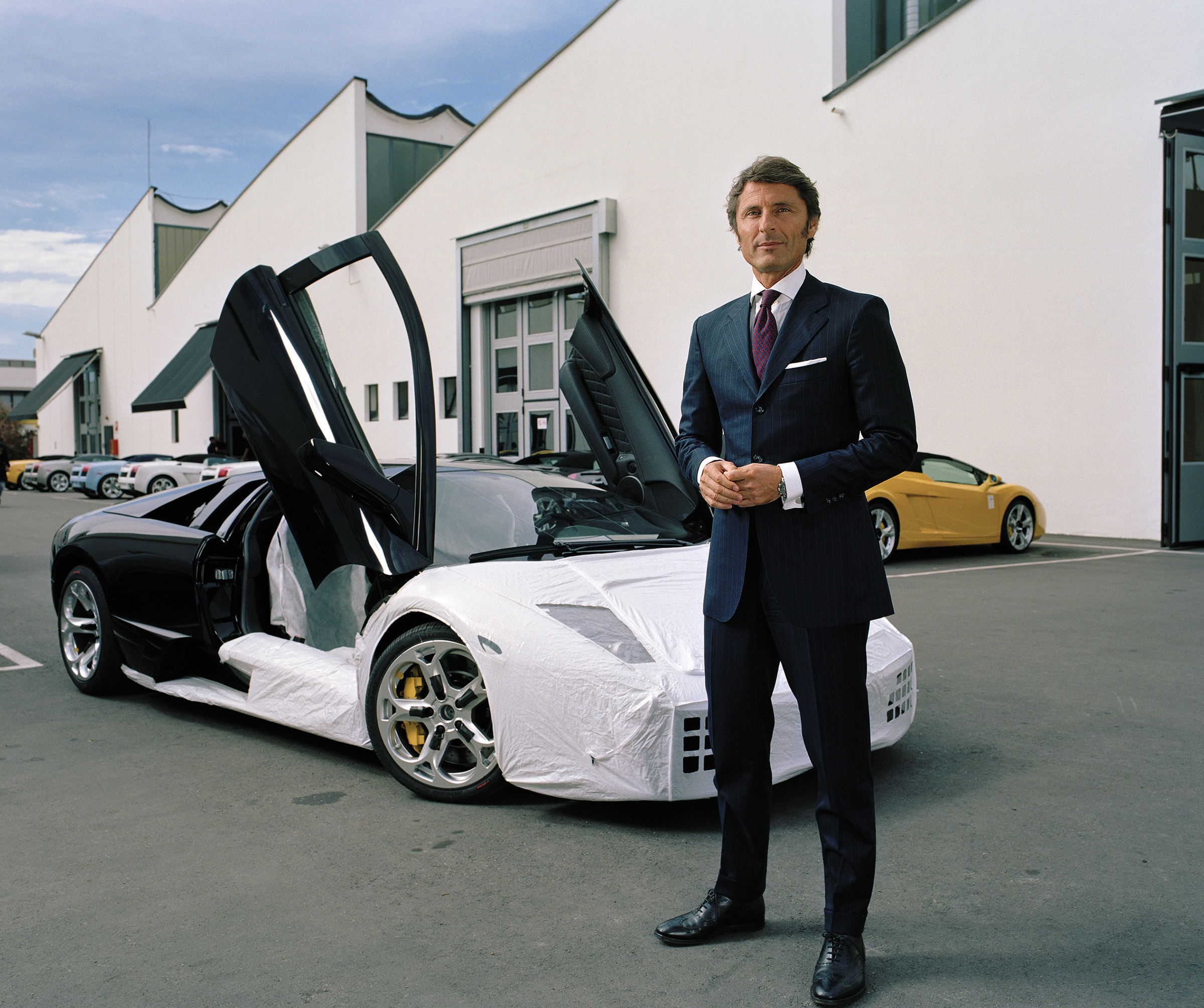
Stephan Winkelmann vor dem Lamborghini-Werk in Sant’Agata Bolognese, fotografiert von Oliver Mark im Jahr 2007

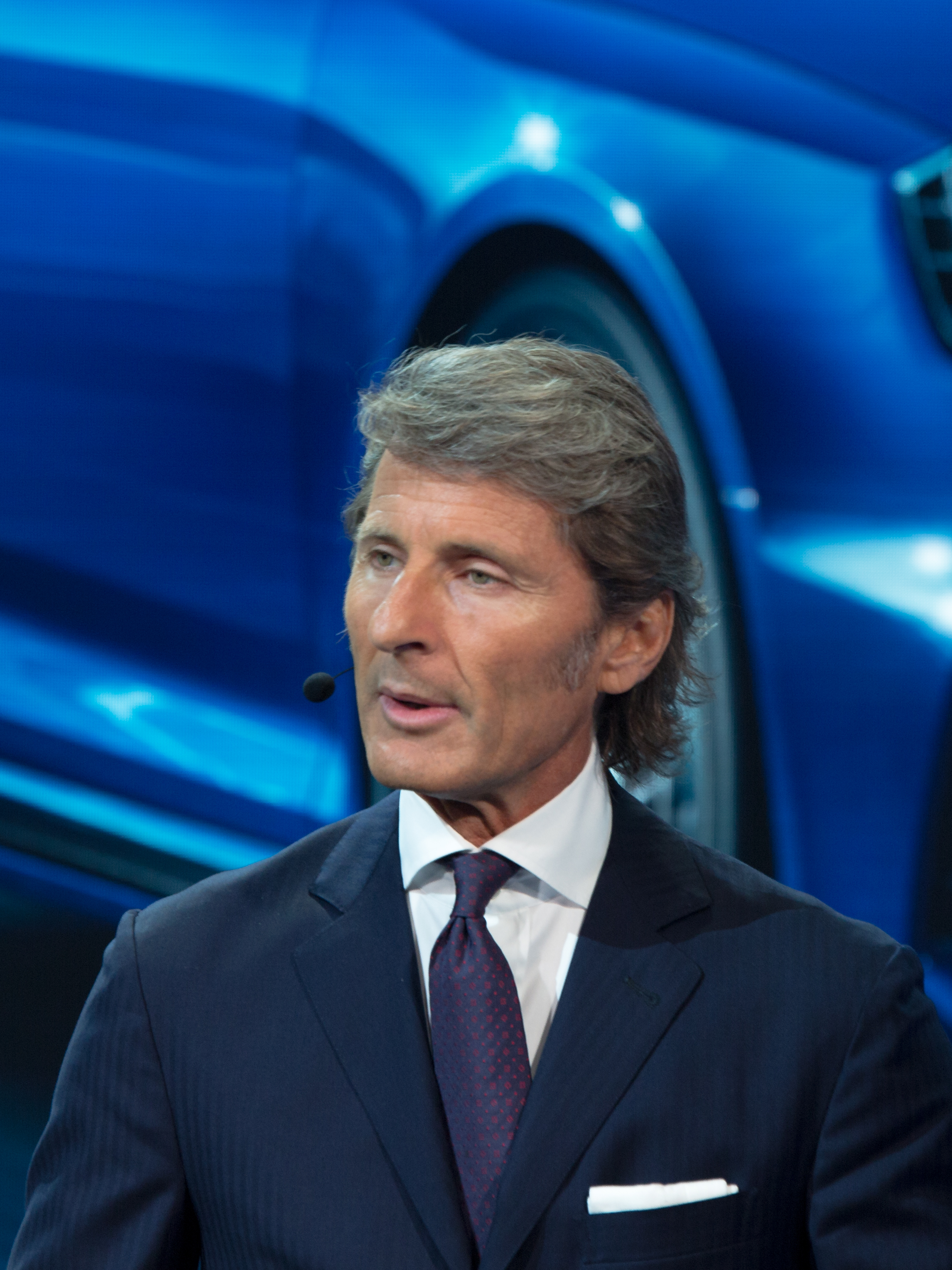
Stephan Winkelmann (2017)

Stephan Ernst Winkelmann (* 18. Oktober 1964 in Berlin) ist ein deutscher Manager und Präsident von Automobili Lamborghini.

## Leben
Als Kleinkind zog Winkelmann mit seinen Eltern von Berlin nach Rom, da sein Vater als Diplomat bei der Ernährungs- und Landwirtschaftsorganisation der Vereinten Nationen (Food and Agriculture Organization of the United Nations, FAO) arbeitete. Dort lebte Stephan Winkelmann fast 20 Jahre und legte an der örtlichen Deutschen Schule sein Abitur ab. Anschließend begann er ein Studium der Politikwissenschaft, welches er 1991 in München mit einem M. A. abschloss. Während des Studiums diente Winkelmann zwei Jahre lang in der Fallschirmjägertruppe der Bundeswehr in Calw, Nagold sowie Altenstadt und erreichte den Dienstgrad eines Leutnants der Reserve.

## Wirken
Seine berufliche Karriere begann er 1991 beim deutschen Finanzdienstleister MLP.

### Alfa Romeo & Fiat
Ab 1993 stieg Winkelmann in die Automobilindustrie ein, wo er zunächst in München als Vertriebsrepräsentant für Mercedes-Benz und schließlich von 1994 bis 2004 für Fiat bzw. Alfa Romeo, Lancia und Fiat Professional arbeitete. Dort bekleidete Winkelmann Funktionen im Marketing und Vertriebsmanagement, zuerst als Leiter für Alfa Romeo Deutschland, danach als Marketingleiter Region Süd für Fiat und von 1996 bis 1999 für Italien, beginnend mit der Markteinführung des Alfa Romeo 156. Anschließend arbeitete Winkelmann als Area Manager für einige europäische Märkte, bis er zum Vertriebschef in Österreich und anschließend zum Fiat-Geschäftsführer für Österreich und die Schweiz berufen wurde. 2004 wechselte Winkelmann als Vorstandsvorsitzender der Fiat Automobil AG nach Deutschland.

### Lamborghini
Im Januar 2005 trat Stephan Winkelmann in den Volkswagen-Konzern ein und übernahm das Amt des Präsidenten und CEO der Automobili Lamborghini in Sant’Agata Bolognese. In diesen Funktionen baute er die Marke zu einem der weltweit führenden Hersteller von Supersportwagen aus. In der Zeit bis 2016 verantwortete er unter anderem die Einführung der neuen Modelle Gallardo, Murciélago, Aventador und Huracán, dazu eine große Anzahl an Sondermodellen und Einzelstücken. Unter Winkelmanns Ägide entwickelte Lamborghini zudem das SUV Urus, das 2018 auf den Markt kam. Zwischen 2005 und 2016 steigerte Winkelmann den Absatz von Lamborghini Fahrzeugen um 300 Prozent.
Ende November 2020 wurde bekannt, dass Winkelmann erneut ab 1. Dezember die Leitung von Lamborghini in Personalunion mit seiner bisherigen Funktion bei Bugatti übernehmen wird. Er folgte auf Stefano Domenicali, der zum 1. Januar 2021 Chef der Formel 1 wurde. Winkelmann sitzt außerdem in den Aufsichtsräten beim Comité Colbert, eine Vereinigung von französischen Luxusherstellern und Altagamma, einem italienischen Komitee für Luxusmarken.

### Audi Sport
Ab März 2016 leitete Winkelmann die quattro GmbH (heute Audi Sport GmbH) als Geschäftsführer.

### Bugatti
Seit dem 1. Januar 2018 war Stephan Winkelmann Präsident der Bugatti Automobiles. Er löste den bisherigen Präsidenten Wolfgang Dürheimer ab, der diese Position fünf Jahre innehatte und der Ende 2017 in den Ruhestand wechselte. Seit seinem Amtsbeginn entstanden neue Modelle wie Divo, Centodieci, La Voiture Noire sowie Derivate auf Basis des Chiron. Mit der Übernahme von Bugatti durch Rimac Automobili räumte Winkelmann Ende Oktober 2021 seinen Posten als Präsident von Bugatti, um sich auf seine Aufgabe bei Lamborghini zu konzentrieren.

## Auszeichnungen
- 2010: Verdienstorden eines Großoffiziers (Grande Ufficiale) der Republik Italien[22][23]
- 2014: Großkreuz (Cavaliere di Gran Croce)[24][25]